# Саздиці
Саздиці (словац. Sazdice) — село, громада округу Левіце, Нітранський край. Кадастрова площа громади — 18.24 км².
Населення 473 особи (станом на 31 грудня 2018 року).

## Історія
Саздиці згадується 1261 року.

## Населення
| Рік:            | 1994. | 2004.   | 2014.   | 2024.   |
| --------------- | ----- | ------- | ------- | ------- |
| Кількість осіб: | 461   | 440     | 478     | 433     |
| Різниця:        |       | -4,55 % | +8,63 % | -9,41 % |

| Рік:            | 2023. | 2024.   |
| --------------- | ----- | ------- |
| Кількість осіб: | 441   | 433     |
| Різниця:        |       | -1,81 % |